# Transferencia nuclear celular
La transferencia nuclear celular es una parte del proceso de clonación. Consiste en introducir el material genético de la célula a clonar en un ovocito de la misma especie previamente enucleado sin su propio material genético. Se considera que el ovocito tiene la capacidad de reprogramar el programa de expresión génica celular, reiniciándolo de alguna manera, de forma que la célula nueva resultante será capaz de dar lugar a cualquier otro tipo celular.

## Etapas de la transferencia nuclear celular
Conceptualmente, la transferencia nuclear consta de tres fases:
- Enucleación del ovocito: en primer lugar debe eliminarse el material genético del ovocito receptor. Puede realizarse mediante micro manipulación o por métodos químicos.

- Transferencia del núcleo: generalmente se realiza mediante fusión del cariosoma (núcleo celular envuelto por una pequeña porción de citoplasma) con el citoplasma del ovoito, por electrofusión o con algún fusogénico (virus Sendai). Como alternativa se puede realizar por microinyección, como si se tratase de un procedimiento de inyección intracitoplásmatica de esperma.

- Activación del ovocito: puesto que, a diferencia del espermatozoide, las células embrionarias o adultas no son capaces de activar el ovocito, debe inducirse la activación una vez realizada la transferencrograme el genoma introducido y empiece el programa de desarrollo embrionario o algún estímulo químico (etanol o estroncio), o bien combinando ambos.

## Experimentos realizados de transferencia nuclear celular
- Experimentos en anfibios Rana pipiens y Xenopus laevis, en estos experimentos se consiguió transferir núcleos en el estadio de blástula a huevos desnucleados. Se utilizaron estos animales debido a que los oocitos de Rana pipiens y Xenopus laevis miden de 1 a 2 mm y a que la embriogénesis ocurre fuera del cuerpo materno.

- John Gurdon transfirió núcleos de células epiteliales del intestino de renacuajo a huevos de sapo.

- Ian Wilmut y colaboradores en 1997 clonaron a la oveja Dolly a partir de un núcleo totalmente diferenciado de la ubre de una oveja adulta. La eficiencia del experimento fue baja y solo llegó a término con la oveja Dolly.

- En 1998 Cibelly et al obtuvieron tres terneros idénticos a partir de fibroblastos de un feto con 55 días y en ese mismo año Wakayama et al clonaron decenas de ratones a partir de células somáticas. La eficiencia tan baja de estos experimentos puede deberse a que los animales clonados sean más débiles.

- Se transfirieron núcleos de células fetales de oveja que habían sido transfectadas con el gen humano cDNA del factor IX situado a continuación del promotor específico de la glándula mamaria de oveja a células de ovario anucleadas. Estas células fueron implantadas en madres adoptivas y su descendencia, dos ovejas transgénicas, Polly y Molly, producen grandes cantidades del factor IX humano de coagulación sanguínea en su leche.

- Experimentos de transferencia del núcleo de una oveja a un óvulo de vaca.

## Desarrollo de la técnica de trasplantes de núcleos
- En los primeros experimentos la desnucleación se conseguía pinchando ligeramente el ovocito en el polo animal para que saliera el núcleo y también inducir la activación del ovocito, después se inyecta el núcleo en una célula embrionaria.

- En los experimentos de Jhon Gurdon el procedimiento consistía en irradiar el ovocito para destruir el material genético e inyectar los núcleos de las células en el intestino de renacuajo.

- Más tarde se obtuvieron ovejas, cerdos, conejos y vacas adultas a partir de células embrionarias en el estado de mórula temprana.

- Cuando se clonó a la oveja Dolly el éxito se debió a que las células se salieron del ciclo celular y entraron en G0 lo que facilita la reprogramación de la expresión génica.

El procedimiento en la clonación de la oveja Dolly consistió en la preparación de núcleos en estado de quiescencia, estado que se induce manteniendo las células 5 días en un medio de cultivo con suero fetal de ternera, tras esos 5 días se inyecta hormona liberadora de gonadotropina (GnRH) y se mantienen las células a 37 °C en una atmósfera con un 5% de CO2 y un medio libre de calcio, el ovocito se enuclea y se activa con un pulso de corriente continua. El oocito enucleado se fusiona con la célula quiescente con un pulso de corriente alterna seguido de tres pulsos de corriente continua, luego las células se cultivan una hora en una medio 10% de FCS y citochalasina B y luego en el mismo medio sin citochalasina B. Después de seis días se transfieren a la oveja receptora.

## Desarrollo embrionario
El cigoto se divide y luego se implanta en el útero.
El óvulo fecundado crece y forma una mórula de 20-25 células, se forma el embrión y el amnios y la placenta que lo unen al útero. Cuando se implanta en el útero se denomina blastoscito.
El desarrollo del embrión y su implantación en el útero no ocurre de la misma manera en todos los mamíferos.Para el trasplante nuclear de células somáticas son necesarias dos células diferentes.

## Aplicaciones de la transferencia nuclear celular
- Estudio de bases celulares del envejecimiento y consecuencias del envejecimiento celular.

- Posibilidad de obtener mamíferos por vía asexual, la función el citoplasma de la célula femenina u oocito es reprogramar su expresión genética nuclear.

- Conseguir que mujeres con enfermedades mitocondriales, o con edades avanzadas engendren hijos sanos, implantando un núcleo de su embrión en un oocito desnucleado.

## Aplicaciones de la clonación de seres humanos
- Desaparición de la mayoría de las esterilidades conocidas.

- La reproducción podría ser asexual y monoica y el descendiente sería idéntico al donante del núcleo.

- Obtener de un embrión un cultivo de células madre totipotentes que generen un tejido y trasplantar ese tejido al individuo del que se obtuvo en clon eliminando así los problemas de rechazo inmunitario, pero la clonación de un individuo no sería necesaria si se pudieran obtener células madre sin pasar por la clonación del embrión. Estas células madre se podrían usar para terapias génicas.

Podrían darse problemas a nivel de especie y con la longevidad y fecundidad de los seres humanos clónicos.
Las duplicaciones, recombinaciones de exones, amplificaciones y trasposición de secuencias podrían crear variabilidad en los individuos clonados pero los efectos no se llegarían a ver al menos en cientos de generaciones. 
Con respecto a la clonación de seres humanos se desconocen los efectos secundarios de esta técnica en animales no cercanos al hombre y no hay una justificación científica, ética o médica para que se lleve a cabo.